# August Wilhelm von Neumann-Cosel
Pour les articles homonymes, voir Neumann.
August Wilhelm von Neumann (-Cosel) (né le 17 avril 1786 à Neisse et mort le 20 mai 1865 à Berlin) est un général prussien d'infanterie et de 1841 à 1848 chef du cabinet militaire du roi prussien Frédéric-Guillaume IV.

## Biographie
Issu de la famille noble Neumann-Cosel (de), August Wilhelm est le fils du général de division David von Neumann (de) (1739-1807) de Wehlau et de son épouse Elisabeth Josepha Maria Antonia, née von Jost (1745-1827) de Potsdam. Son père, qui est anobli le 10 juin 1779 en tant que premier-lieutenant, commande la forteresse de Cosel en Silésie de 1802 jusqu'à sa mort le 16 avril 1807.
Neumann s'engage le 1er janvier 1800 comme caporal dans le 50e régiment d'infanterie "von Sanitz (de)", devient enseigne en 1803 et sous-lieutenant en 1806. Il combat dans la guerre de la Quatrième Coalition en 1806, est blessé dans une bataille près d'Ohlau et est ensuite affecté à son père comme adjudant dans la défense de Cosel contre les troupes bavaroises et françaises. Le 31 mars 1807, il parvient à quitter la forteresse assiégée pour apporter un rapport de son père au roi à Königsberg. Celui-ci promeut le commandant de la forteresse David von Neumann au rang de major général, mais August Wilhelm ne revient à Cosel avec ce message qu'après la mort de son père. Le commandant Wilhelm Ludwig von Puttkamer (de) qui lui succède tient la forteresse jusqu'à la paix de Tilsit en juillet 1807. Au cours des années de paix qui suivent, Neumann occupe divers postes d'adjudant.
Pendant la campagne d'Allemagne, Neumann est de nouveau blessé lors de la bataille de Lützen en 1813 et reçoit la croix de fer de 2e classe. À la bataille de Waterloo en 1815, il dirige le bataillon de fusiliers silésiens (de), dont il devient commandant en 1814, et obtient la croix de fer de 1re classe et l'ordre russe de Saint-Georges de 4e classe. Neumann prend alors le commandement du bataillon de chasseurs à pied de la Garde (de) en tant que major et fut nommé inspecteur des chasseurs à pied et carabiniers en 1817. Promu colonel en 1829 et général de division en 1836, Neumann devient chef d'état-major du prince héritier Frédéric-Guillaume en mai 1838. Après son accession au trône, Frédéric-Guillaume le nomme son adjudant général en juin 1840.
Un an plus tard, il est chef du département des affaires personnelles du roi au ministère de la Guerre et donc chef du cabinet militaire. En 1844, il est promu lieutenant général, à partir de 1847, il est chef du corps équestre de la police militaire. En juin 1848, lors de la révolution de Mars, il demande au roi d'être déchargé de ses fonctions au ministère de la Guerre. Celui-ci accède à sa demande, mais Neumann ne reçoit pas de commandement supérieur des troupes. Promu général d'infanterie en 1853, il présente sa démission en avril 1856. Le roi refuse, réduit les attributions de Neumann et lui donne jusqu'à l'automne 1856 pour faire une nouvelle demande. Neumann laisse passer ce délai. En 1857, il reçoit l'ordre de l'Aigle noir pour ses mérites.
August Wilhelm von Neumann décède à l'âge de 79 ans le 20 mai 1865 à Berlin. Sa femme, Amalie von Dresky (née le 17 août 1788 à Glatz et morte le 9 février 1859), qu'il a épousée le 12 octobre 1810 à Kreisau près de Schweidnitz, est également décédée à Berlin dès 1859. Tous deux sont enterrés dans l'ancien cimetière de garnison de Berlin. Le couple a cinq fils, qui deviennent tous officiers. Les deux plus jeunes, Gustav (1819-1879) et Rudolf von Neumann-Cosel (de) (1822-1888), deviennent généraux dans l'armée prussienne.
En raison de sa proximité avec le roi et de ses contacts officiels, Neumann est récipiendaire de nombreuses décorations d'États allemands et étrangers. Le 27 janvier 1889, l'empereur Guillaume II donne en son honneur le nom de "von Neumann" au 5e bataillon de chasseurs à pied (de) à Hirschberg.